# 3-Alilfentanil
3-Alilfentanil je opioidni analgetik koji je analog fentanila.
3-Alilfentanil ima slično dejstvo sa fentanilom. Nuspojave fentanilnih analoga su slične nuspojavama fentanila, što obuhvata svrab, mučninu i potencijalno ozbilju respiratornu depresiju koja može dovesti do smrtnog slučaja.